# Standing in the Way of Control
Standing in the Way of Control es el título del tercer álbum de estudio de la banda estadounidense de dance punk Gossip. Fue lanzado el 24 de enero de 2006 por el sello Kill Rock Stars. El álbum fue certificado por la British Phonographic Industry con el disco de oro.

## Antecedentes
La producción del álbum está a cargo por el guitarrista Guy Picciotto de Fugazi y fue grabado en el estudio Bear Creek en Seattle, en el que Lionel Richie grabó "Dancing on the Ceiling". Es significativo el nuevo rumbo sonoro que toma el grupo en este álbum. Guitarras ruidosas y melodías típicas de las primeros épocas del punk son fusionadas con influencias de la música disco.

## Lista de canciones
En algunas versiones del álbum aparece como Bonus Track, un remix realizado por Le Tigre de la canción "Standing in the Way of Control". Por otra parte, existen versiones en donde aparecen como Bonus, las canciones "Here Today Gone Tomorrow" y "Sick With It" como las pistas 11 y 12 respectivamente.

Todas las canciones escritas y compuestas por Gossip. 
| Edición estándar |                                  |          |  |
| N.º              | Título                           | Duración |  |
| 1.               | «Fire with Fire»                 | 2:49     |  |
| 2.               | «Standing in the Way of Control» | 4:16     |  |
| 3.               | «Jealous Girls»                  | 3:39     |  |
| 4.               | «Coal to Diamonds»               | 4:00     |  |
| 5.               | «Eyes Open»                      | 2:10     |  |
| 6.               | «Yr Mangled Heart»               | 4:22     |  |
| 7.               | «Listen Up!»                     | 4:18     |  |
| 8.               | «Holy Water»                     | 2:43     |  |
| 9.               | «Keeping You Alive»              | 3:47     |  |
| 10.              | «Dark Lines»                     | 3:27     |  |

| Bonus Tracks en Alemania |                                                         |          |  |
| N.º                      | Título                                                  | Duración |  |
| 11.                      | «Listen Up!» (2007 Version)                             | 4:16     |  |
| 12.                      | «Standing in the Way of Control» (Soulwax Nite Version) | 6:55     |  |

## Créditos
- Beth Ditto – vocalista, piano en "Dark Lines"
- Brace Paine – guitarra, bajo
- Hannah Blilie – batería, corista en "Jealous Girls" y "Yr Mangled Heart"
- Ryan Hadlock y Guy Picciotto en Bear Creek Recording Studio en Seattle Washington – producción, grabación, mezclas.
- Carissa Pelleteri – fotografía